# Netzer olami
Netzer Olami (en hebreo: נצר עולמי) es un movimiento juvenil sionista de la Unión Mundial para el Judaísmo Progresista (WUPJ). Hoy en día hay más de 16.000 miembros activos en los diferentes capítulos de la organización, que se encuentran en más de una docena de países del Mundo.
La Unión Mundial para el Judaísmo Progresista (WUPJ), fue establecida en Londres en 1926, es la organización coordinadora internacional de los movimientos judíos reformistas, liberales, progresistas y reconstruccionistas, sirve a 1.200 congregaciones y cuenta con 1,8 millones de miembros en más de 50 países.